# Liliane Bettencourt
Liliane Henriette Charlotte Schueller Bettencourt (ur. 21 października 1922 w Paryżu, zm. 21 września 2017 tamże) – francuska bizneswoman i filantropka. Główny udziałowiec koncernu L’Oréal.

## Życiorys
Była drugą pod względem zamożności osobą we Francji. Tygodnik Forbes zaklasyfikował ją w 2017 roku na 14. miejscu wśród najbogatszych ludzi na świecie i jako najbogatszą żyjącą kobietę. Ten sam tygodnik oszacował majątek Liliane Bettencourt na 39,5 miliarda USD.
Jedyna córką Eugène Schuellera − francuskiego chemika, który w 1907 roku założył koncern L’Oréal, do którego należą też marki Giorgio Armani, Ralph Lauren, Lancôme, Cacharel, Garnier, L’Oreal Paris, Maybelline New York, Biotherm i Vichy. Matka Bettencourt zmarła gdy Liliane miała 5 lat. Już jako nastolatka praktykowała w różnych filiach koncernu i brała udział w najważniejszych imprezach przedsiębiorstwa.
W roku 1950 wyszła za francuskiego polityka André Bettencourta. Razem żyli w Neuilly-sur-Seine, we Francji. Miała jedną córkę − Françoise Bettencourt Meyers, która wyszła za Jeana Pierre'a Meyera − wnuka rabina zmarłego w Auschwitz. Françoise jest obecnie członkiem rady nadzorczej koncernu L’Oréal.
W 1957 roku Liliane Bettencourt odziedziczyła majątek po ojcu, przejmując po nim 27,5% akcji L’Oréala. 26,4% akcji należy do koncernu Nestlé, a pozostałe 46,1% jest rozproszone wśród drobnych udziałowców giełdowych.
Utworzyła ona Bettencourt-Schueller Foundation, która przyznaje młodym europejskim naukowcom Nagrodę Liliane Bettencourt Prize w dziedzinie nauk biologiczno-medycznych.
Była wdową, mieszkała w Paryżu. Z powodu postępującej demencji została ubezwłasnowolniona.